# آبشار سیلفاس
سیلفاس (تلفظ ایسلندی: [ˈsɛlˌfɔs:]‏) یک آبشار بر روی رودخانه Jökulsá á Fjöllum در شمال ایسلند است. رودخانه آبشار به عنوان آب یخ‌های ذوب شده از یخچال طبیعی واختنایوکوت سرچشمه می‌گیرد و بنابراین جریان آب بسته به فصل، آب و هوا و فعالیت‌های آتشفشانی متفاوت است.